# Sixberry Lake
Der Sixberry Lake ist ein See im Flusssystem des Sankt-Lorenz-Stroms. Er liegt im Gebiet der Town Theresa im Jefferson County des US-Bundesstaats New York.

## Flora und Fauna
Das Ufer des Sees ist außer einer Bootsrampe im Südosten und einem Grundstück im Nordosten durchgehend bewaldet.
In dem mit über 27 Metern für seine Gegend recht tiefen See befinden sich folgende Fischspezies, die in verschiedener Tiefe leben: Amerikanischer Seesaibling, Amerikanischer Zander, Schwarzbarsch, Hecht, Amerikanischer Flussbarsch, Blauer Sonnenbarsch, Kürbiskernbarsch und Atlantischer Lachs, sowohl solche, die in den Atlantischen Ozean wandern als auch solche, die ihr ganzes Leben im Süßwasser bleiben.
Außer an Stellen im Nordwesten, an der sich ein Parkplatz, Stege und einige Häuser befinden, ist das Seeufer bewaldet. Der Sixberry Lake fließt im Nordosten zum Millsite Lake hin ab.